# Divisões administrativas em 1947
Nesta página encontrará referências aos acontecimentos directamente relacionados com a regiões administrativas ocorridos durante o ano de 1947.

## Eventos
- 10 de maio – Fundação da cidade de Maringá, no norte do Estado brasileiro do Paraná.
- 15 de agosto – A Índia ganha independência do Império Britânico. O Paquistão se separa da Índia (Partição da Índia).
- 10 de outubro – Emancipação dos municípios de Campo Mourão, no centro-oeste do Estado brasileiro do Paraná, e Arapongas ao norte do mesmo
- 29 de novembro – A Assembleia Geral das Nações Unidas vota a divisão da Palestina entre árabes e judeus.